# Xinhua (Cangzhou)
Der Stadtbezirk Xinhua (chinesisch 新华区, Pinyin Xīnhuá Qū) ist ein Stadtbezirk der chinesischen Provinz Hebei. Er gehört zum Verwaltungsgebiet der bezirksfreien Stadt Cangzhou. Xinhua hat eine Fläche von 95,72 Quadratkilometern und zählt 228.341 Einwohner (Stand: Zensus 2010).

## Administrative Gliederung
Auf Gemeindeebene setzt sich der Stadtbezirk aus fünf Straßenvierteln und einer Gemeinden zusammen. 